# Seznam zápasů islandské fotbalové reprezentace na MS
Islandská fotbalová reprezentace byla celkem 1x na mistrovstvích světa ve fotbale a to v roce 2018.
- Počet utkání - 2 - Vítězství - 0 - Remízy - 1 - Prohry - 1

## MS 2018
| Skupina D 1. kolo 16. června 2018 | Island                 | 1 - 1    | Argentina                          | Otkrytie Arena, Moskva                            |  |
| 15:00 | Alfreð Finnbogason 23' | (Report) | Sergio Agüero 19' Lionel Messi 64' | Diváci: 44 190 Rozhodčí: Szymon Marciniak, Polsko |  |
| Poznámky: Island: Halldórsson - Saevarsson, Árnason, R. Sigurdsson, Magnússon - J. B. Gudmundsson (63. Gíslason), Gunnarsson (76. A. Skúlason), Hallfredsson, Bjarnason - G. Sigurdsson - Finnbogason (89. Sigurdarson). Trenér: Hallgrímsson Argentina: Caballero - Salvio, Otamendi, Rojo, Tagliafico - Mascherano, Biglia (54. Banega) - Meza (84. Higuaín), Messi, Di María (75. Pavón) - Agüero. Trenér: Sampaoli |                        |          |                                    |                                                   |  |

| Skupina D 2. kolo 22. června 2018 | Island               | 0 - 2    | Nigérie                       | Volgograd Arena, Volgograd                        |  |
| 17:00 | Gylfi Sigurðsson 83' | (Report) | Ahmed Musa 49' Ahmed Musa 75' | Diváci: 40 904 Rozhodčí: Matt Conger, Nový Zéland |  |
| Poznámky: Island: Halldórsson - Saevarsson, Árnason, R. Sigurdsson (65. Ingason), Magnússon - Gíslason, Gunnarsson (87. Skúlason), G. Sigurdsson, Bjarnason - Bödvarsson (71. B. Sigurdarson), Finnbogason. Trenér: Hallgrímsson Nigérie: Uzeho - Omeruo, Balogun, Troost-Ekong - Idowu (46. Ebuehi), Ndidi, Obi, Etebo (90. Iwobi), Moses - Musa, Iheanacho (85. Ighalo). Trenér: Rohr |                      |          |                               |                                                   |  |